# Pietro Filippo Scarlatti
Pour les articles homonymes, voir Scarlatti.
 (juillet 2019).
Pietro Filippo Scarlatti (né le 5 janvier 1679 à Rome et mort le 22 février 1750 à Naples) est un organiste, maître de chapelle et compositeur italien de la première moitié du XVIIIe siècle.

## Biographie
Né à Rome, fils d'Alessandro Scarlatti et frère du compositeur Domenico Scarlatti, Pietro Filippo Scarlatti commence sa carrière musicale en 1705 comme maître de chapelle de la cathédrale San Domenico d'Urbino.
En 1708, son père l’emmène à Naples où il devient organiste à la cour.
En 1728, a lieu la création de son unique opéra Clitarco au Théâtre San Bartolomeo de Naples.
Pietro Filippo Scarlatti meurt à Naples le 22 février 1750 à l'âge de 71 ans.

## Œuvres
Les principales œuvres de Pietro Filippo Scarlatti se résument à trois cantates et à une multitude de toccatas.